# Monkstown, Antrim
Monkstown (iriska: Baile na Manach) är en förstad till Belfast i distriktet Antrim and Newtownabbey och grevskapet Antrim i Nordirland, nära Jordanstown. Det kanadensiskägda företaget Nortel Networks har en fabrik i Monkstown.